# Comté de McLean (Dakota du Nord)
Pour les articles homonymes, voir Comté de McLean.
Le comté de McLean est un des 53 comtés du Dakota du Nord, aux États-Unis. Il a été fondé en 1883.
Siège : Washburn.

## Démographie
| 1890 | 1900  | 1910   | 1920   | 1930   | 1940   |
| ---- | ----- | ------ | ------ | ------ | ------ |
| 860  | 4 791 | 14 496 | 17 266 | 17 991 | 16 082 |

| 1950   | 1960   | 1970   | 1980   | 1990   | 2000  |
| ------ | ------ | ------ | ------ | ------ | ----- |
| 18 824 | 14 030 | 11 251 | 12 383 | 10 457 | 9 311 |

| 2010  | - | - | - | - | - |
| ----- | - | - | - | - | - |
| 8 962 | - | - | - | - | - |